# 노성철
노성철(魯誠哲, 1985년 3월 24일 ~ )은 대한민국의 사업가 출신 정치인이다. 제9대 동작구의회 의원이다. 더불어민주당 정책위원회 부의장을 역임 중이며, 제4대 더불어민주당 서울특별시당 청년위원장을 역임하였다.